# بينغو (مسرحية)
بينغو
 
هي مسرحية للكاتب الإنجليزي الماركسي إدوارد بوند كتبها عام 1973م، وتعرض المسرحية حياة وليام شكسبير في نهاية حياته عامي 1615م و 1616م، وهو يعاني من عذاب الضمير بسبب توقيعه عقد لتأمين ممتلكاته وأراضيه مقابل سكوته وعدم تدخله في قضية ضم أراض زراعية لاستخدامها في أغراض تجارية تتسبب في تشريد العديد من الفلاحين. المسرحية خيالية تنتقد كتابة شكسبير عن مجتمع الأغنياء في عصر كان يعاني فيه الفقراء. وهي مسرحية سياسية تنتمي للمسرح الملحمي وتتأثر بأسلوب بيرتولت بريخت.